# Leporinus granti
Leporinus granti és una espècie de peix de la família dels anostòmids i de l'ordre dels caraciformes.

## Morfologia
- Els mascles poden assolir 20 cm de llargària total i les femelles 25.[4]
- Pes màxim: 185 g.[5]

## Reproducció
Té lloc entre desembre i juny.

## Alimentació
És omnívor i els seus enzims poden digerir quitina, pectina, hemicel·lulosa i mucopolisacàrids.

## Hàbitat
Viu en zones de clima tropical entre 22 °C - 29 °C de temperatura.

## Distribució geogràfica
Es troba a Sud-amèrica: conca del riu Mana.

## Costums
En aquariofília, aquest peix és considerat turbulent quan viu en captivitat.